# Eqiao
Eqiao (kinesiska: 峨桥) är en köping i östra Kina. Den ligger i stadsdistriktet Yijiang i staden Wuhu i provinsen Anhui, omkring 120 kilometer sydost om provinshuvudstaden Hefei. Antalet invånare är 39 521. Befolkningen består av 18 566 kvinnor och 20 955 män. Barn under 15 år utgör 13,0 %, vuxna 15-64 år 73 %, och äldre över 65 år 12,0 %.